# ムハンマド・レザ・ロダキ
モハメド・レザ・ロダキ（Mohamed Reza Rodaki 1984年2月22日- ）はイランのテヘラン出身の柔道選手。階級は100kg超級。身長202cm。体重151kg。

## 人物
2002年の世界ジュニア100kg超級で3位になった。2005年のアジア選手権では優勝するが、世界選手権では7位だった。2006年のアジア大会では決勝で棟田康幸に技ありで敗れた。2008年の北京オリンピックでは準々決勝でグルジアのラシャ・グジェジアニに有効で敗れると、その後の3位決定戦でもキューバのオスカル・ブライソンに合技で敗れて5位に終わった。2010年のアジア大会100kg超級では準々決勝で韓国の金洙完に敗れて3位、無差別では決勝で高橋和彦に内股で敗れて2位だった。2011年の世界選手権では5位になった。2012年のアジア選手権では優勝するも、ロンドンオリンピックでは初戦でモロッコのエル・メフディ・マルキに不戦敗となった。

## 主な戦績
- 2002年 -　世界ジュニア　2位
- 2002年 -　青島国際　100kg超級　3位　無差別　2位
- 2003年 -　アジアジュニア　3位
- 2003年 -　青島国際　2位
- 2005年 -　アジア選手権　優勝
- 2005年 -　世界選手権　7位
- 2006年 -　アジア大会　2位
- 2007年 -　アジア選手権　2位
- 2008年 -　アジア選手権　2位
- 2008年 -　北京オリンピック　5位
- 2010年 -　アジア大会　100kg超級　3位　無差別　2位
- 2011年 -　世界選手権　5位
- 2012年 -　アジア選手権　優勝

(出典)。